# 凯莱什豪洛姆
凯莱什豪洛姆，是匈牙利南部巴奇-基什孔州所辖的一个村，总面积61.63平方公里，总人口452，人口密度7.33人/平方公里（2002年）。地理坐标为46°22′N 19°15′E。